# Jean-André Yerlès
Pour les articles homonymes, voir Yerlès.
Jean-André Yerlès, né le 9 décembre 1968 à Nice, est un scénariste français.

## Biographie
Après des études de droit et un passage en politique, Jean-André Yerlès écrit ou coécrit du polar, du feuilleton mais surtout de la comédie - Le Train (Canal Plus) Fais pas ci, fais pas ça (France 2) Les Bleus, premiers pas dans la police  (M6) Au service de la France  (ARTE) –  et des longs métrages  La Cage dorée et Demain tout commence.

## Filmographie

### Cinéma
- 2013 : La Cage dorée de Ruben Alves
- 2016 : Demain tout commence de Hugo Gélin
- 2019 : Quand on crie au loup de Marilou Berry
- 2023 : Petit Jésus de Julien Rigoulot
- 2024 : GTmax d'Olivier Schneider

### Télévision
Jean-André Yerlès est coscénariste de plusieurs séries :
- 2002-2008 : Groupe flag
- 2004-2005 : Le Train
- 2007-2011 : Fais pas ci, fais pas ça
- 2008 : Paris 16e
- 2009 : Les Bleus, premiers pas dans la police (1 épisode)
- 2010 : SOS 18 (1 épisode)
- 2011-2013 : Julie Lescaut (3 épisodes)
- 2015-2018 : Au service de la France
- 2021 : Le Remplaçant
- 2021 : La Dernière partie (téléfilm)

### Bande dessinée
- 2019 : Legio Patria Nostra[1] Tome 01 Le tambour avec Marc-Antoine Boidin - Édition Glénat
- 2021 : Legio Patria Nostra[1] Tome 02 Main de Bois avec Marc-Antoine Boidin - Édition Glénat
- 2023 : Legio Patria Nostra[1] Tome 03 Tierras Calientes avec Marc-Antoine Boidin - Édition Glénat

## Récompenses et distinctions
- Festival de l'Alpe d'Huez 2018 : Prix Unifrance de la meilleure comédie pour Demain Tout Commence[2].

- César du cinéma 2014 : Nomination Meilleur premier film pour La Cage dorée
- European Film Awards 2013 : prix du public pour La Cage dorée
- Festival international du film de comédie de l'Alpe d'Huez 2013 : prix du public pour La Cage dorée
- Festival du film de télévision de Luchon 2009 : prix de la meilleure série pour la saison 2 de Fais pas ci, fais pas ça
- Festival de la fiction TV de La Rochelle 2007 : prix de la meilleure série d'access / day time pour la Saison 1 de Fais pas ci, fais pas ça
- Festival de la fiction TV de La Rochelle 2015 : prix de la meilleure contribution artistique pour Au service de la France
- Trophées du film français 2017 : prix du public pour Demain tout commence
- Association des critiques de séries : Prix du meilleur scénario 2019 pour Au service de la France saison 2